# Чемпионат мира по кёрлингу
Чемпионаты мира по кёрлингу — соревнования сильнейших национальных мужских и женских сборных стран-членов Всемирной федерации кёрлинга. Проводятся ежегодно для мужских команд с 1959, для женских — с 1979 года. Система соревнований включает в себя предварительный этап, в котором все команды играют друг с другом по разу, и плей-офф с участием лучшей четвёрки по итогам предварительной стадии.   